# 梅赛德斯AMG F1 W09 EQ Power+
梅賽德斯AMG F1 W09 EQ Power+是一輛經阿爾多·科斯塔、詹姆斯·艾利森、邁克·艾略特、傑夫·威利斯設計與研發的梅賽德斯-賓士一级方程式赛车，由四屆世界冠軍車手路易斯·咸美頓及瓦尔特利·博塔斯駕駛出賽2018年世界一级方程式锦标赛。
這輛車是梅賽德斯AMG F1 W08 EQ Power+的後繼車型，命名除了用以提升梅賽德斯電動車款的曝光度，亦彰顯出梅賽德斯-AMG與梅賽德斯-賓士之間的關係。底盤依照歷代車型順序編號，F1 W09代表著其為梅賽德斯自2010年以來的第9輛一級方程式賽車車輛。這輛車於2018年賽季開幕站2018年澳大利亚大奖赛首度登場參賽，共出戰21場分站，最終，於賽季收官站2018年阿布達比大獎賽結束後正式退役。
F1 W09 EQ Power+共有11場分站冠軍（皆由漢米爾頓取得）、13座桿位（漢米爾頓11座及鮑達斯2座）、10次最快單圈（漢米爾頓3次及鮑達斯7次）、8次佔據頭排發車及4次一、二名完賽等紀錄。漢米爾頓於賽季第19站墨西哥大獎賽提前拿下他的第5座世界車手冠軍。車隊於賽季第20站巴西大獎賽取得第5座世界車隊冠軍。梅賽德斯成為一級方程式賽車歷史上，繼2000年至2004年的法拉利車隊後，第二支連續五年取得世界車手冠軍及車隊冠軍的車隊。

## 設計與研發

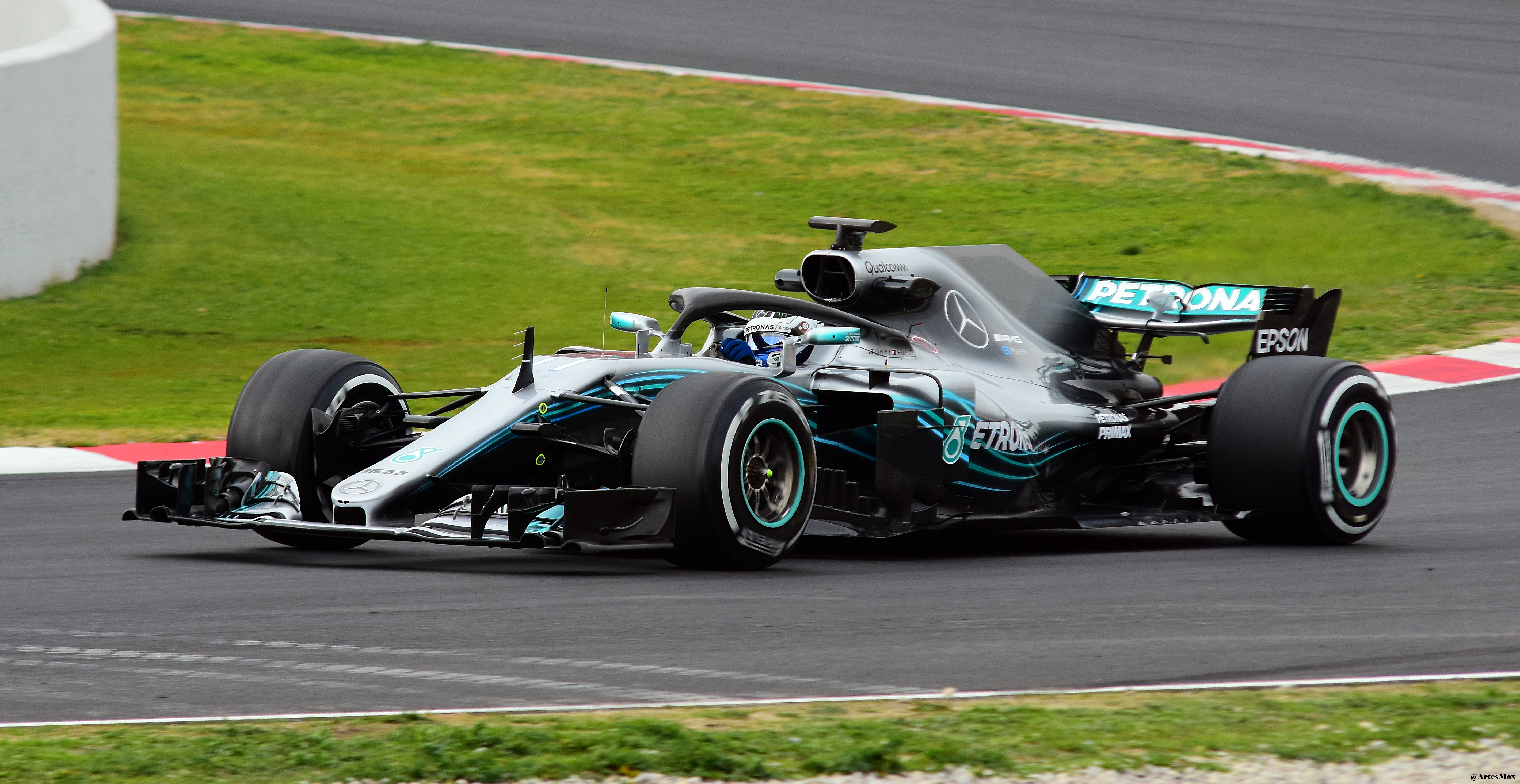
瓦尔特利·博塔斯在季前測試駕駛F1 W09 EQ Power+。

梅賽德斯AMG F1 W09 EQ Power+在設計上保留與前一代相同長達3,726（146.7英寸）的軸距，為2018年賽場上最長軸距的車輛之一，底盤傾角則從0.9度稍微增加至1.2度，相較於法拉利SF71H（1.5度）及紅牛RB14（1.9度），這輛車依舊延續了前一代獨特的低傾角特質。在2018年世界一級方程式錦標賽中，梅賽德斯AMG F1 W09 EQ Power+被視為是法拉利SF71H的勁敵。
梅賽德斯於賽季開始後又投入了一系列的研發，其在後車輪哈夫置入一塊延伸至上叉骨外側端的鈦合金套件，藉此將叉骨高度提升至車輪哈夫之上。相較於傳統的設置，這項改變使得氣流從側箱流動至後車輪及擴散器之間的間隙更加順暢，此外，在機械方面亦能減少叉骨從內側至外側的角度，將能夠降低後懸吊的滾動中心高度，從而獲得更好的重心及壓力中心。
梅賽德斯在2018年亞塞拜然大獎賽期間試用了勺形尾翼，透過縮小尾翼外側面積來減少阻力及下壓力，進而提升在直線路段開啟可變尾翼時的車速，同時，更將可變式尾翼末端更換為鋸齒狀，藉此生成更多氣流以彌補因尾翼外側減少所失去的下壓力。
梅賽德斯為了解決在胎溫上面臨的瓶頸，針對前懸吊及包含傳統搖臂、扭桿、慣性中央阻尼器等在內的轉向總成進行改良，並採取較具彈性的配置，以降低空氣動力的損失。到了2018年奥地利大奖赛更進一步升級車輛的空氣動力學，縮減散熱器進氣口的厚度並大規模更動側箱導流板，使得流經車側及車底的氣流流速能夠提升，從而產生更多的下壓力。除此之外，賽季進行期間也不斷改良尾翼端板，增強賽車後端的平衡及抓地力。
梅賽德斯在2018年新加坡大獎賽上推出了凹形後鼓式制動器，並結合了2018年比利時大獎賽開發的獨特後輪輪輞設計。這設計是通過逐漸提高後輪胎核心溫度而不會使後輪胎表面過熱，從而降低後輪胎溫度，使溫度接近輪胎的最佳工作溫度。碳纖維空氣鼓的凹形設計是爲了在輪輞周圍產生氣壓差，從而更快地提取熱空氣來降溫。

### 引擎
除了開發 F1 W09 EQ Power+ 賽車外，梅賽德斯還公佈了為2018年賽季徹底重新設計其動力裝置的計劃，以確保在下一代引擎計劃於2021年首次亮相之前做好準備。該引擎擁有一個綽號為“派對模式”的引擎模式，該模式在一圈內提供了性能提升，並被車隊用於排位賽。第一個版本的引擎在2018年世界一級方程式錦標賽的首輪比賽中開始使用。從2018年澳大利亞大獎賽到2018年加拿大大獎賽連續7場比賽，車隊都在使用該版本的引擎。
第二個版本的引擎名字是 Phase 2.1 動力單元。本來計劃在2018年加拿大大獎賽上推出，但可靠性問題促使梅賽德斯在2018年法國大獎賽上才推出。第三個版本的引擎隨後在下半季的首輪比賽2018年比利時大獎賽上推出。自2014年世界一級方程式錦標賽開始的渦輪增壓時代以來，梅賽德斯AMG F1 M09 EQ Power 是首個梅賽德斯引擎在整個賽季中直綫速度一直比Ferrari SF71H 的 Ferrari 062 EVO 動力裝置慢的引擎。

## 發布、季前及季中測試
2018年2月22日，梅賽德斯車隊於銀石賽道發布梅賽德斯AMG F1 W09 EQ Power+，之後，由漢米爾頓及鮑達斯參與2月26日至3月1日及3月6日至9日在加泰罗尼亚赛道進行的季前測試，在8天的測試期間共完成了1,040圈，行駛距離達4,841（3,008英里），相當於完成超過15場大獎賽。匈牙利赛道季中測試期間，2018年国际汽车联合会二级方程式車手喬治·羅素駕駛這輛車以1:15.575的單圈時間，寫下這條賽道的非正賽單圈紀錄。

## 賽季記錄

### 季初
路易斯·咸美頓以1:21.164的成績再次打破澳大利亞大獎賽的圈速記錄，獲得他的第73個杆位。這速度比2017年澳大利亞大獎賽的杆位時間還快1秒。 瓦尔特利·博塔斯在Q3中撞車，不得不更換他的變速箱，為此他遭受了5位罰退處罰，比賽期間，梅賽德斯選擇在第19圈讓路易斯·咸美頓提前進站以防守奇米·雷克南的進攻。然而，哈斯車隊凱文·馬格努森和羅曼·格羅斯讓的賽車的輪胎螺母，使車輪鬆脫，導致賽車需要退賽。為了在不影響比賽的情況下移走羅曼·格羅斯讓的賽車，賽事總監查理·懷汀決定啓動虛擬安全車(VSC)。
賽巴斯蒂安·維泰爾在VSC期間抓住機會進站，並超越路易斯·咸美頓和奇米·雷克南。賽巴斯蒂安·維泰爾最終獲得了比賽的勝利，並獲得了25個車手積分，而路易斯·咸美頓獲得了18個車手積分。瓦爾特利·博塔斯在從變速箱罰退中恢復後只能以第八名完賽。在本賽季的第一場比賽之後，法拉利以40個車隊積分領先落後18個車隊積分的梅賽德斯。梅賽德斯證實，軟件故障讓路易斯·咸美頓和梅賽德斯失去了一場胜利，這使得冠軍競爭對手賽巴斯蒂安·維泰爾領先他們。
賽車無法在巴林大獎賽中跟上法拉利的速度，他們只能在第2排起步，兩輛法拉利賽車鎖定了前排。此外，路易斯·咸美頓因意外而需要更換變速箱而被罰5位，並從第9位起步。比賽期間，奇米·雷克南在第二次進站時賽車的輪胎沒有上好，因而退賽。路易斯·咸美頓在從第9位起步後成功登上了領獎台。 瓦尔特利·博塔斯無法挑戰賽巴斯蒂安·維泰爾，雖然瓦爾特利·博塔斯能使用DRS，但還是不能超越賽巴斯蒂安·維泰爾。在本賽季的第二場比賽之後，法拉利以65個車隊積分領先落後10個車隊積分的梅賽德斯。塞巴斯蒂安·維特爾將車手積分榜的領先優勢擴大到17分。進站事件促使國際汽聯在幾次不安全的進站後調查輪槍和進站程序。
在中國大獎賽中，梅賽德斯再一次無法跟上法拉利的速度，只能在第2排起步，而法拉利鎖定了前排. 比賽開始時，瓦爾特利·博塔斯在1號彎抓住機會超越奇米·雷克南，而路易斯·咸美頓則被馬克斯·維斯塔潘超越。然而，在第一次進站時，瓦爾特利·博塔斯再次抓住機會，通過提前進站超越賽巴斯蒂安·維泰爾，讓他在比賽中領先。比賽的關鍵轉折點發生在第30圈，兩輛紅牛二隊賽車在髮夾彎處（第 14 彎）相撞，導致安全車出場。這一次，兩輛紅牛賽車抓住機會進站換上了新的軟胎。瓦爾特利·博塔斯和賽巴斯蒂安·維泰爾無法利用安全車階段進站換胎，因為他們在安全車啟動前已經越過了進站口。
路易斯·咸美頓留在賽道上以保持位置，儘管梅賽德斯有機會讓路易斯·咸美頓進站換輪胎。安全車離場後，兩輛紅牛賽車的實力足以挑戰法拉利和梅賽德斯的領先地位。馬克斯·維斯塔潘大膽挑戰賽巴斯蒂安·維泰爾，導致兩名車手在賽道上打滑，賽巴斯蒂安·維泰爾由於底板損壞而失去了幾個位置。丹尼爾·里奇亞多充分利用了他新的輪胎，在賽道上超越了賽巴斯蒂安·維泰爾、路易斯·咸美頓和瓦爾特利·博塔斯，讓他獲得了本賽季的第一場胜利。在本賽季的第3場比賽之後，梅賽德斯在車隊積分榜上以一分的優勢領先法拉利。由於賽巴斯蒂安·維泰爾在比賽快結束時底板損壞，路易斯·咸美頓得以將賽巴斯蒂安·維泰爾在車手積分榜中的領先優勢縮小到9分。

### 歐洲賽站和加拿大站
連續第三場比賽，在亞塞拜然大獎賽，梅賽德斯無法與法拉利 SF71H競爭，其中賽巴斯蒂安·維泰爾擊敗路易斯·咸美頓和瓦尔特利·博塔斯而獲得杆位。比賽期間，所有車手均順利起跑。奇米·雷克南、埃斯特班·奧康、費爾南多·阿隆索、謝爾蓋·希洛金、沙治奧·佩雷斯和凱文·馬格努森在第1圈相撞造成安全車出場.在第23圈，路易斯·咸美頓在發生巨大輪胎鎖死後因輪胎漏氣而不得不提前進站，而塞巴斯蒂安·維特爾則因使用軟胎而一直待到第31圈才進站，而瓦爾特里·博塔斯則長時間使用超軟輪胎。比賽的關鍵轉折點發生在第40圈，兩輛紅牛賽車在各自進站後在第1號彎發生碰撞。瓦爾特利·博塔斯通過充分利用了第二個安全車時段完成進站，而塞巴斯蒂安·維特爾和路易斯·咸美頓也進站換了新輪胎。
結果，瓦爾特利·博塔斯在比賽中領先，維特爾和漢米爾頓緊隨其後。在第47圈的安全車離場期間，塞巴斯蒂安·維特爾試圖在進入1號彎前超越瓦爾特利·博塔斯，從而奪回比賽的領先優勢。然而，這次嘗試適得其反，因為維特爾遭受了巨大的輪胎鎖死，使他下滑至第5位，僅次於塞爾吉奧·佩雷斯。在比賽結束前的第49圈，瓦爾特里·博塔斯在起跑直道上高速撞上碎片後導致右後輪胎爆胎。這讓他的隊友路易斯·咸美頓獲得了比賽的領先，而瓦爾特利·博塔斯在尾部底板嚴重受損後不得不退出比賽。路易斯·咸美頓隨後以第一名完賽，緊隨其後的是基米·萊科寧和塞爾吉奧·佩雷斯。在本賽季的第4場比賽之後，法拉利在車隊積分榜上以4分的優勢領先梅賽德斯。路易斯·咸美頓在車手積分榜中領先第二位4分。
來到西班牙大獎賽，梅賽德斯終於有能力可以挑戰法拉利 SF71H，路易斯·咸美頓以1:16.173的單圈成績獲得杆位，與隊友瓦爾特利·博塔斯在2018年首次鎖定前排。比賽開始時，羅曼·格羅斯讓在3號彎打滑旋轉，成了一場巨大的事故，導致他、尼古拉斯·賀根堡和皮埃爾·蓋斯利需要退賽，使比賽需要在安全車帶領下比賽六圈。安全車退場後，兩輛梅賽德斯賽車的比賽節奏都非常快，在整場比賽中遙遙領先於任何人，梅賽德斯在本賽季的達成第一個1-2位完賽。漢米爾頓將他的車手積分榜領先優勢擴大到17分，梅賽德斯在車隊積分榜上奪回領先優勢，領先法拉利27分。
摩納哥大獎賽再次表明，獨特的賽道佈局不適合梅賽德斯。然而，車隊能夠從前一年的比賽中了解更多關於輪胎問題的資訊。在排位賽中，里卡多擊敗維特爾而得到杆位。漢米爾頓獲得第三名，而博塔斯排在第五位，排在萊科寧之後。週日，里卡多報告說在第18圈失去了動力。後來他透露，他遭遇了 MGU-K 故障，但他的對手無法在狹窄的街道賽道上超越他。前6名完賽者以起步位置完成比賽，漢米爾頓登上領獎台的第三位，博塔斯獲得第5名。因此，維特爾將漢米爾頓在車手積分榜上的領先優勢縮小到14分，而法拉利在車隊積分榜上將與梅賽德斯的差距縮小到22分。
與往年相反，梅賽德斯在加拿大大獎賽上跟不上法拉利與紅牛的速度。在排位賽中，維特爾擊敗博塔斯並拿下了杆位，至於漢米爾頓，許多人認為他最有希望能在他最喜歡的賽道之一上得到杆位，但他僅排在維斯塔潘之後，排在第4位。在一場相當平淡的比賽中（除了蘭斯·斯托爾和布蘭登·哈特利之間的在第一圈的大撞車），維特爾贏得毫無疑問的勝利。博塔斯在維斯塔潘前以第二名完賽。與此同時，漢米爾頓在比賽中被里卡多超越，因此僅以第5位完賽。維特爾在車手積分榜上領先漢米爾頓一分，而法拉利在車隊積分榜上將梅賽德斯的領先優勢縮小到17分。

### 法國與奧地利站
路易斯·咸美頓在法國大獎賽上獲得杆位。隊友瓦爾特利·博塔斯排第二位，這是車隊本賽季第二次鎖定前排。比賽開始時，路易斯·咸美頓避開了起步時在他身後的混亂，賽巴斯蒂安·維泰爾鎖死輪胎並撞上瓦爾特里·博塔斯，博塔斯的車被旋轉，前翼也同時被破壞，碎片同時刺破了他的輪胎。其後皮埃爾·蓋斯利 和埃斯特班·奧康發生碰撞，大量碎片散落在賽道上，安全車出動。
安全車離場後，漢米爾頓輕鬆保持領先。維特爾在與博塔斯碰撞後受到處罰，前者因造成可避免的碰撞而被罰5秒。漢米爾頓最終贏得了法國大獎賽，領先馬克斯·維斯塔潘和奇米·雷克南，而瓦爾特利·博塔斯只能取得第七名。本賽季第8場比賽結束後，梅賽德斯繼續將車隊積分榜領先優勢延長23分，而漢米爾頓則以14分的優勢在車手積分榜領先。
在套用了賽車尾側箱的重大更新後，梅賽德斯在奧地利大獎賽的練習賽中佔據了主導地位，但液壓問題和錯誤的策略使兩輛賽車都需要退賽。

### 季中
梅賽德斯開始為對抗法拉利而努力研發賽車，以追回他們在奧地利站失去的優勢，在英國、德國和匈牙利大獎賽 中，兩位車手的出色表現爲他們賺取許多分數。漢米爾頓在英國大獎賽上從杆位起步後以第二名完賽，同時也受益於維特爾在德國大獎賽的撞車事故，車隊能夠以1-2位完成比賽。梅賽德斯在匈牙利大獎賽的排位賽中的出色表現使他們戰勝了速度飛快的法拉利。儘管博塔斯因他的策略而在比賽中苦苦掙扎，從第二位掉到第五位完賽。
也正是在這個時候，人們對法拉利的ERS系統產生了懷疑，梅賽德斯聲稱他們的動力裝置現在已經是所有車隊中最好的。然而，從摩納哥大獎賽以來在法拉利賽車上安裝的附加傳感器所收集的數據，國際汽聯批准了法拉利使用該系統的軟件和電子設備。

### 下半季
法拉利在比利時大獎賽中反擊，維特爾在風雨交集的排位賽下丟了杆位，但他在比賽開始時從第二名超越漢米爾頓。梅賽德斯實際上帶來了一個大型更新包，以新的動力裝置和帶肋的後輪輪輞為中心，但漢米爾頓在比賽中無法超越維特爾並獲得第二名。法拉利在高速蒙扎賽道中直線優勢明顯，法拉利在意大利大獎賽中彌補了賽車的短板，並以1-2位的成績完成排位賽。萊科寧第一，維特爾第二。在比賽中，漢米爾頓超越了維特爾，而維特爾因而打滑，跌至第20位。漢米爾頓使用DRS將萊科寧保持在他的攻擊範圍內，同時協助節省了他的輪胎。車隊策略讓漢密爾頓獲得了相當大的輪胎壽命優勢，這讓他有機會在比賽后期超越萊科寧，法拉利車手被不同步進站的博塔斯壓在身後，使他們失去很多時間。博塔斯後來被維斯塔潘特別激進的防守動作使他失去時間，儘管他還是能夠以第三名的成績登上領獎台。
後來的幾輪比賽中，梅賽德斯的表現有所提升，原因是他們的更新包的更深入的優化賽車，同時車隊也把賽車設置得很好，而法拉利則迷失了方向。漢米爾頓在新加坡大獎賽的排位賽中打破了濱海灣街道賽道的賽道記錄。儘管賽道特性上對梅賽德斯不利，有利於法拉利。維特爾只能以第三名完賽，而漢米爾頓則勝出比賽。博塔斯未能取得與隊友相同的速度，以第四名的成績完賽。
以類似的場景，梅賽德斯在接下來的俄羅斯和日本大獎賽中佔據主導地位，博塔斯在俄羅斯大獎賽在托托·沃爾夫的車隊命令後將第一名讓給漢米爾頓。漢米爾頓主宰了日本大獎賽。這是自2016年賽季結束以來車隊第一次連續兩個分站以1-2位完賽。據消息指梅賽德斯的後輪有氣孔，用以冷卻賽車，也有傳言稱這也是出於空氣動力學目的。由於擔心被取消資格，梅賽德斯選擇在接下來的三場比賽中關閉這些洞，賽車也遭遇性能下滑。維特爾在鈴鹿嘗試時超越維斯塔本以為他的車手冠軍希望做出最後的掙扎，但他卻與維斯塔本發生碰撞並打滑。

### 季尾
漢密爾頓和梅賽德斯一反常態地在美國大獎賽中表現掙扎，因為車隊在倉促的訓練中出現了交叉重量設置錯誤，儘管他仍然獲得了領獎台以進一步加大與維特爾之間的積分榜優勢，後者在打滑后只能以第四名完賽。漢米爾頓在墨西哥大獎賽也以同樣低迷的表現獲得了冠軍，在他前面的丹尼爾·里奇亞多發生引擎故障後以第四名完賽。
梅賽德斯順利在巴西大獎賽獲得車隊冠軍，儘管漢米爾頓在動力裝置問題上苦苦掙扎，博塔斯也在輪胎性能方面苦苦掙扎，據傳這與後輪孔的關閉有關，但梅賽德斯否認了這一事實。漢米爾頓成功贏下這場大獎賽，他超越了排在他前面的兩輛法拉利和博塔斯，而本來正領先的維斯塔潘與落後一圈的埃斯特班·奧康相撞並打滑，讓他跌至第二。與梅賽德斯選擇的超軟輪胎相比，法拉利在比賽中出人意料地掙扎，他們使用數據上較有優勢的軟胎，但卻輸給梅賽德斯。
梅賽德斯以出色的排位賽表現和漢密爾頓在阿布扎比大獎賽的勝利結束了本賽季，儘管人們一直擔心漢米爾頓的引擎可靠性在巴西站受損后在本場的表現，但在比賽中途突然下了一場小雨后，他仍順利拿下勝利。博塔斯在比賽中表現不佳，在萊科寧因動力裝置故障退賽后獲得第五名，在車手積分榜上同樣獲得第五名，這是自2013年尼科·罗斯伯格以來首次有梅賽德斯車手在車手積分榜中的成績低於第四名。

## 賽道記錄
該車曾擁有以下官方和排位單圈記錄：
| 類型 | 比賽類型 | 比賽                     | 賽道                    | 賽道長度 | 車手            | 時間     | 來源   |
| ---- | -------- | ------------------------ | ----------------------- | -------- | --------------- | -------- | ------ |
| 排位 | 排位賽   | 澳大利亚大奖赛           | 阿爾伯特公園賽道        | 5.303 km | 路易斯·咸美頓   | 1:21.164 | [ 82 ] |
| 排位 | 排位賽   | 西班牙大獎賽             | 巴塞罗那-加泰罗尼亚赛道 | 4.655 km | 路易斯·咸美頓   | 1:16.173 | [ 83 ] |
| 排位 | 排位賽   | 法國大獎賽               | 保罗·里卡尔赛道         | 5.842 km | 路易斯·咸美頓   | 1:30.029 | [ 84 ] |
| 官方 | 正賽     | 法國大獎賽               | 保罗·里卡尔赛道         | 5.842 km | 瓦尔特利·博塔斯 | 1:34.225 | [ 85 ] |
| 排位 | 排位賽   | 奥地利大奖赛             | 紅牛賽道                | 4.318 km | 瓦尔特利·博塔斯 | 1:03.130 | [ 86 ] |
| 排位 | 排位賽   | 英國大獎賽               | 銀石賽道                | 5.891 km | 路易斯·咸美頓   | 1:25.892 | [ 87 ] |
| 排位 | 測試     | 2018年一級方程式季中測試 | 匈牙利赛道              | 4.381 km | 喬治·羅素       | 1:15.575 | [ 88 ] |
| 官方 | 正賽     | 比利時大獎賽             | 斯帕-弗朗科尔尚赛道     | 7.004 km | 瓦尔特利·博塔斯 | 1:46.286 | [ 89 ] |
| 排位 | 排位賽   | 新加坡大奖赛             | 濱海灣市街賽道          | 5.063 km | 路易斯·咸美頓   | 1:36.015 | [ 90 ] |
| 排位 | 排位賽   | 俄羅斯大獎賽             | 索契賽道                | 5.848 km | 瓦尔特利·博塔斯 | 1:31.387 | [ 91 ] |
| 官方 | 正賽     | 俄羅斯大獎賽             | 索契賽道                | 5.848 km | 瓦尔特利·博塔斯 | 1:35.861 | [ 92 ] |
| 排位 | 排位賽   | 美國大獎賽               | 美洲赛道                | 5.513 km | 路易斯·咸美頓   | 1:32.237 | [ 93 ] |
| 官方 | 正賽     | 美國大獎賽               | 美洲赛道                | 5.513 km | 路易斯·咸美頓   | 1:37.392 | [ 94 ] |
| 官方 | 正賽     | 墨西哥大獎賽             | 羅德里格斯兄弟賽道      | 4.304 km | 瓦尔特利·博塔斯 | 1:18.741 | [ 95 ] |
| 排位 | 排位賽   | 巴西大獎賽               | 若澤·卡洛斯·帕塞賽道    | 4.309 km | 路易斯·咸美頓   | 1:07.281 | [ 96 ] |
| 官方 | 正賽     | 巴西大獎賽               | 若澤·卡洛斯·帕塞賽道    | 4.309 km | 瓦尔特利·博塔斯 | 1:10.540 | [ 97 ] |
| 排位 | 排位賽   | 阿布達比大獎賽           | 亚斯码头赛道            | 5.554 km | 路易斯·咸美頓   | 1:34.794 | [ 98 ] |

## 完成一級方程式參賽成績
(賽果底色示意列表)

粗體－桿位 斜體－最快圈速 * – 賽季進行中 

† –  車手未完成賽事，但已完成90%的原定賽程，因而有排名 

‡ –  由於未完成預定距離的75％，因此該場比賽只能獲得一半積分 

| 年份   | 車隊            | 動力單元（Power unit）                 | 輪胎 | 車號 | 車手            | 大獎賽 | 大獎賽 | 大獎賽 | 大獎賽 | 大獎賽 | 大獎賽 | 大獎賽 | 大獎賽 | 大獎賽 | 大獎賽 | 大獎賽 | 大獎賽 | 大獎賽 | 大獎賽 | 大獎賽 | 大獎賽 | 大獎賽 | 大獎賽 | 大獎賽 | 大獎賽 | 大獎賽 | 積分 | 名次 |
| 年份   | 車隊            | 動力單元（Power unit）                 | 輪胎 | 車號 | 車手            | 澳     | 巴林   | 中     | 亞     | 西     | 摩     | 加     | 法     | 奥     | 英     | 德     | 匈     | 比     | 義大利 | 新     | 俄     | 日     | 美     | 墨     | 巴西   | 阿     | 積分 | 名次 |
| ------ | --------------- | -------------------------------------- | ---- | ---- | --------------- | ------ | ------ | ------ | ------ | ------ | ------ | ------ | ------ | ------ | ------ | ------ | ------ | ------ | ------ | ------ | ------ | ------ | ------ | ------ | ------ | ------ | ---- | ---- |
| 2018年 | 梅赛德斯AMG车队 | 梅賽德斯F1 M09 EQ Perofrmance 1.6 V6 t | P    |      |                 |        |        |        |        |        |        |        |        |        |        |        |        |        |        |        |        |        |        |        |        |        |      |      |
| 2018年 | 梅赛德斯AMG车队 | 梅賽德斯F1 M09 EQ Perofrmance 1.6 V6 t | P    | 44   | 路易斯·咸美頓   | 2      | 3      | 4      | 1      | 1      | 3      | 5      | 1      | Ret    | 2      | 1      | 1      | 2      | 1      | 1      | 1      | 1      | 3      | 4      | 1      | 1      | 655  | 1st  |
| 2018年 | 梅赛德斯AMG车队 | 梅賽德斯F1 M09 EQ Perofrmance 1.6 V6 t | P    | 77   | 瓦尔特里·博塔斯 | 8      | 2      | 2      | 14†    | 2      | 5      | 2      | 7      | Ret    | 4      | 2      | 5      | 4      | 3      | 4      | 2      | 2      | 5      | 5      | 5      | 5      | 655  | 1st  |
| 來源:  |                 |                                        |      |      |                 |        |        |        |        |        |        |        |        |        |        |        |        |        |        |        |        |        |        |        |        |        |      |      |

## 外部連結
维基共享资源上的相關多媒體資源：梅赛德斯AMG F1 W09 EQ Power+
| 獎項                                | 獎項                    | 獎項                                |
| ----------------------------------- | ----------------------- | ----------------------------------- |
| 前任： 梅賽德斯AMG F1 W08 EQ Power+ | Autosport 年度賽車 2018 | 繼任： 梅賽德斯AMG F1 W10 EQ Power+ |